# ديان فاسيتش
ديان فاسيتش (بالصربية: Дејан Васић)‏ هو لاعب كرة قدم صربي في مركز الوسط، ولد في 31 ديسمبر 1980 في بلغراد في صربيا. لعب مع FK Sloga Kraljevo ‏.